# 경상남도합천교육지원청
경상남도합천교육지원청(慶尙南道陜川敎育支援廳, Hapcheon Office of Education)은 경상남도 합천군의 교육을 담당하기 위해 경상남도교육청 산하에 설치된 교육지원청이다.
교육장은 장학관으로 보한다.

## 연혁
- 1952년 10월 28일: 합천군 교육구청 개청
- 1962년 1월 6일: 시.군 교육자치제 폐지(합천군 학무과에 편입)
- 1963년 11월 1일: 교육자치제 부활 법률 제 1435호
- 1991년 3월 26일: 경상남도합천교육청으로 개칭 (법률 제 4347호)
- 2010년 9월 1일: 경상남도합천교육지원청으로 개칭

## 조직

### 본청
- 교육지원과장
  - 교육지원담당
  - 교육과정담당
  - 평생체육담당
  - 보건급식담당
- 행정지원과장
  - 행정지원담당
  - 교육협력담당
  - 교육재정담당
  - 시설지원담당

### 소속기관
- 합천도서관
- 합천장전학생야영수련원

### 소관학교
유치원
- 합천유치원

초등학교
| - 가산초등학교 - 가회초등학교 - 남정초등학교 - 대병초등학교 - 대양초등학교 | - 덕곡초등학교 - 묘산초등학교 - 봉산초등학교 - 삼가초등학교 - 숭산초등학교 | - 쌍백초등학교 - 쌍책초등학교 - 야로초등학교 - 영전초등학교 - 용주초등학교 | - 적중초등학교 - 청덕초등학교 - 초계초등학교 - 합천초등학교 - 해인초등학교 |

중학교
| - 가회중학교 - 대병중학교 - 묘산중학교 | - 삼가중학교 - 야로중학교 - 초계중학교 | - 합천여자중학교 - 합천중학교 - 해인중학교 |

## 같이 보기
- 교육부
- 합천군
- 경상남도
- 경상남도청
- 경상남도교육청